# Луїджі Валадьє
Луїджі Валадьє (повне ім'я Луїджі Марія Валадьє, італ. Luigi Valadier; 26 лютого, 1726, Рим — 15 вересня, 1785) — італійський скульптор, ливарник і ювелір, що мав французьке коріння.

## Життєпис
Луїджі Валадьє був сином Андре Валадьє, провансальського ювеліра, що перебрався на проживання і роботу у Рим. Луїджі народився у Римі і мав чотирьох синів, що теж стануть ювелірами.
Луїджі починав як учень і помічник у майстерні батька на віа дель Бабуіно в Римі. Він успадкував майстерню батька і його клієнтів серед римських пап, кардиналів, аристократів з німецьких князівств, самої Італії і Іспанії. Серед виконаних замовлень для католицької церкви — коштовний набір літургійних речей для собору в Монреале неподалік Палермо, хрещальний фонтан з фігурою Івана Хрестителя (церква Санта Марія Маджоре, Рим).
Він виробив еклектичну манеру з використанням коштовних матеріалів та античних камей, знайдених під час хижацьких розкопок в Римі. Працював скульптором, що виготовляв з бронзи копії давньоримських скульптур.
Обставини склались досить невдало для ювеліра, бо він працював з коштовними матеріалами, витрачаючи на їх придбання великі кошти. Вельможні замовники не поспішали розрахуватись із майстром, про що свідчили численні рахунки Луїджі Валадьє, знайдені після його смерті.
Трагедія розігралась під час виливання нового дзвону для собору Св. Петра. Майстер був на межі банкрутства через неспроможність розрахуватись з боргами і покінчив життя самогубством, кинувшись у річку Тибр.

## Вибрані твори

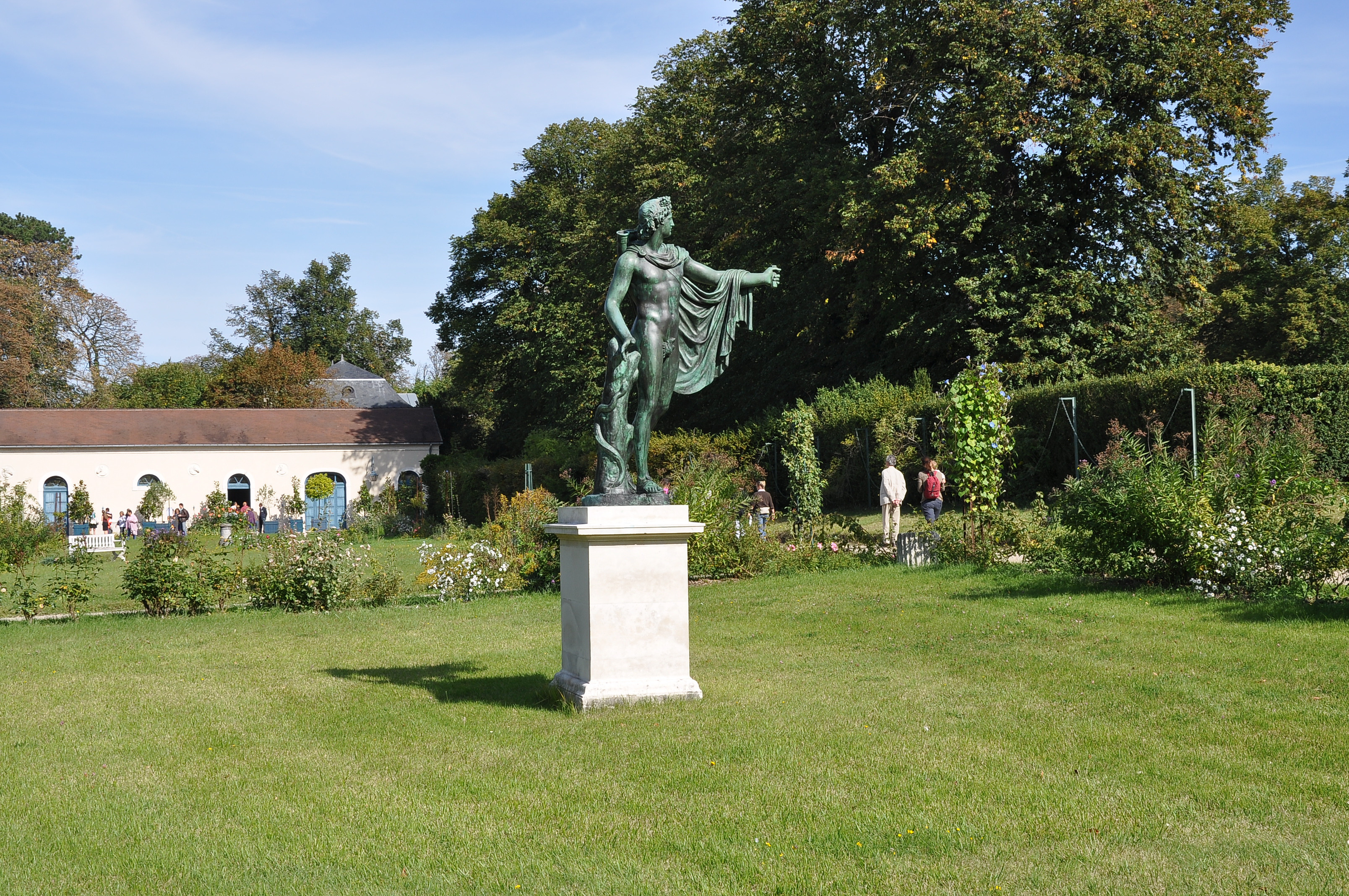
Л. Валадьє. Бронзова копія Аполлона Бельведерського. Сад замку Мальмезон.

- Замовлення від дипломата з Мальти — Балі де Бретейля
- Замовлення від колекціонерів з Іспанії
- Замовлення від колекціонерів з Італії
- Замовлення від пап римських і кардиналів
- Замовлення від курфюрста Карла Теодора
- Замовлення від курфюрста князівства Баварія
- Коштовний келих для папи римського Пія VI
- Коштовний набір літургічних речей для собору в Монреале неподалік Палермо
- Бронзові копії Аполлона Бельведерського та бога війни Марса
- Бронзові копії давньоримських рельєфів для графа д'Орсе
- свічник з копіями античних скульптур
- дзвін для собору Св. Петра, Рим

## Галерея

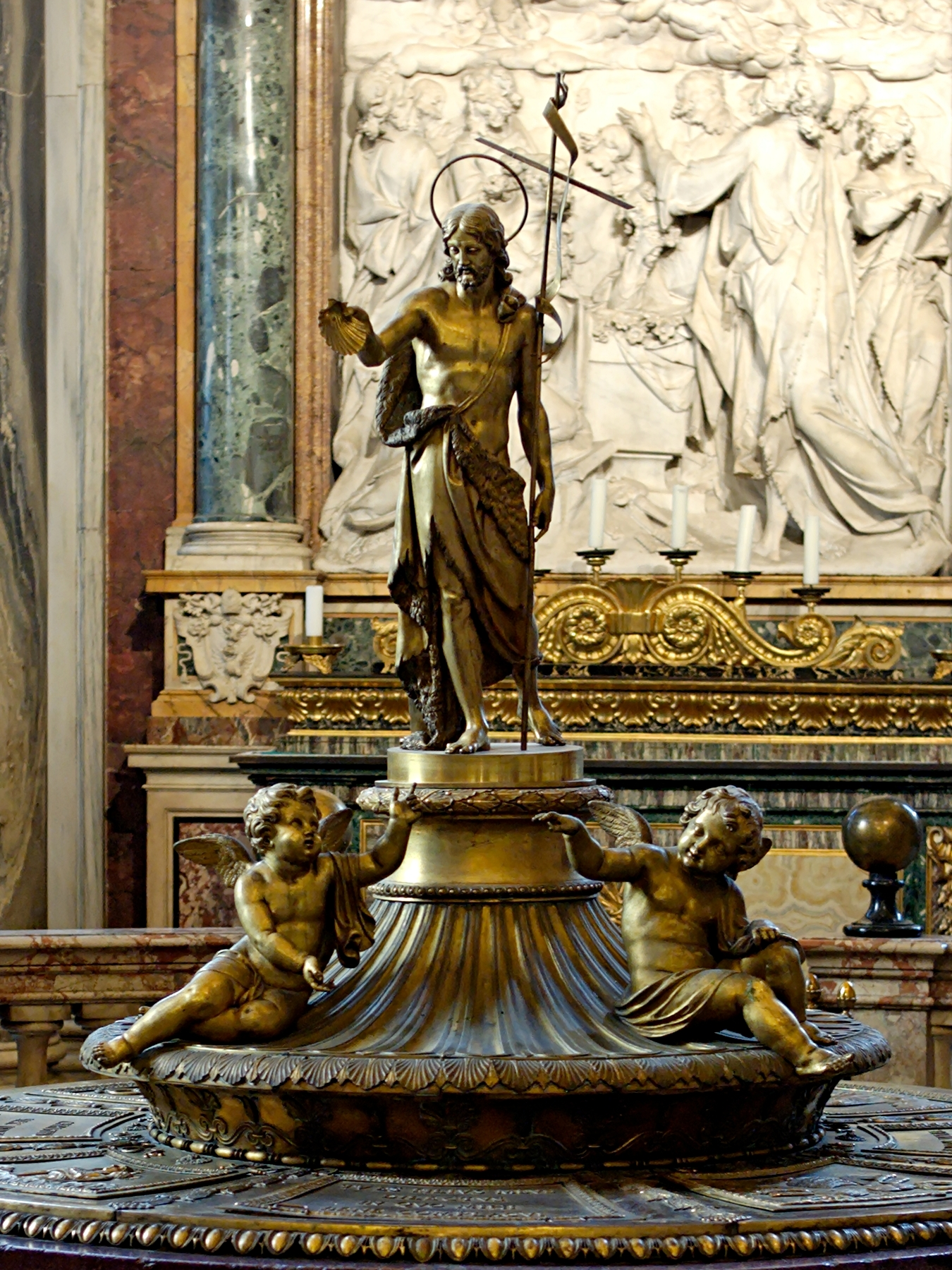
Хрещальний фонтан з фігурою Івана Хрестителя, церква Санта Марія Маджоре, Рим
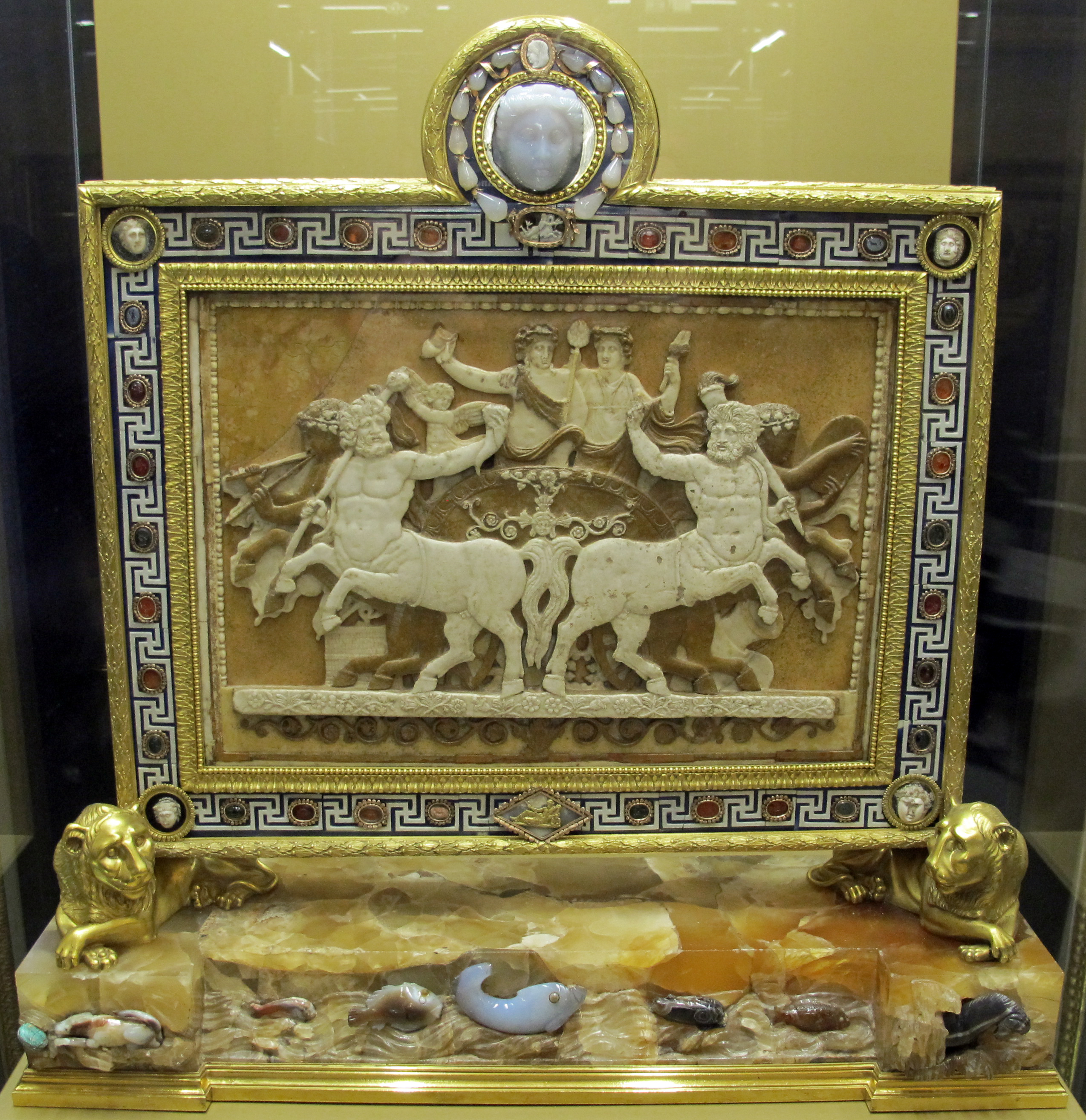
«Тріумф Вакха»
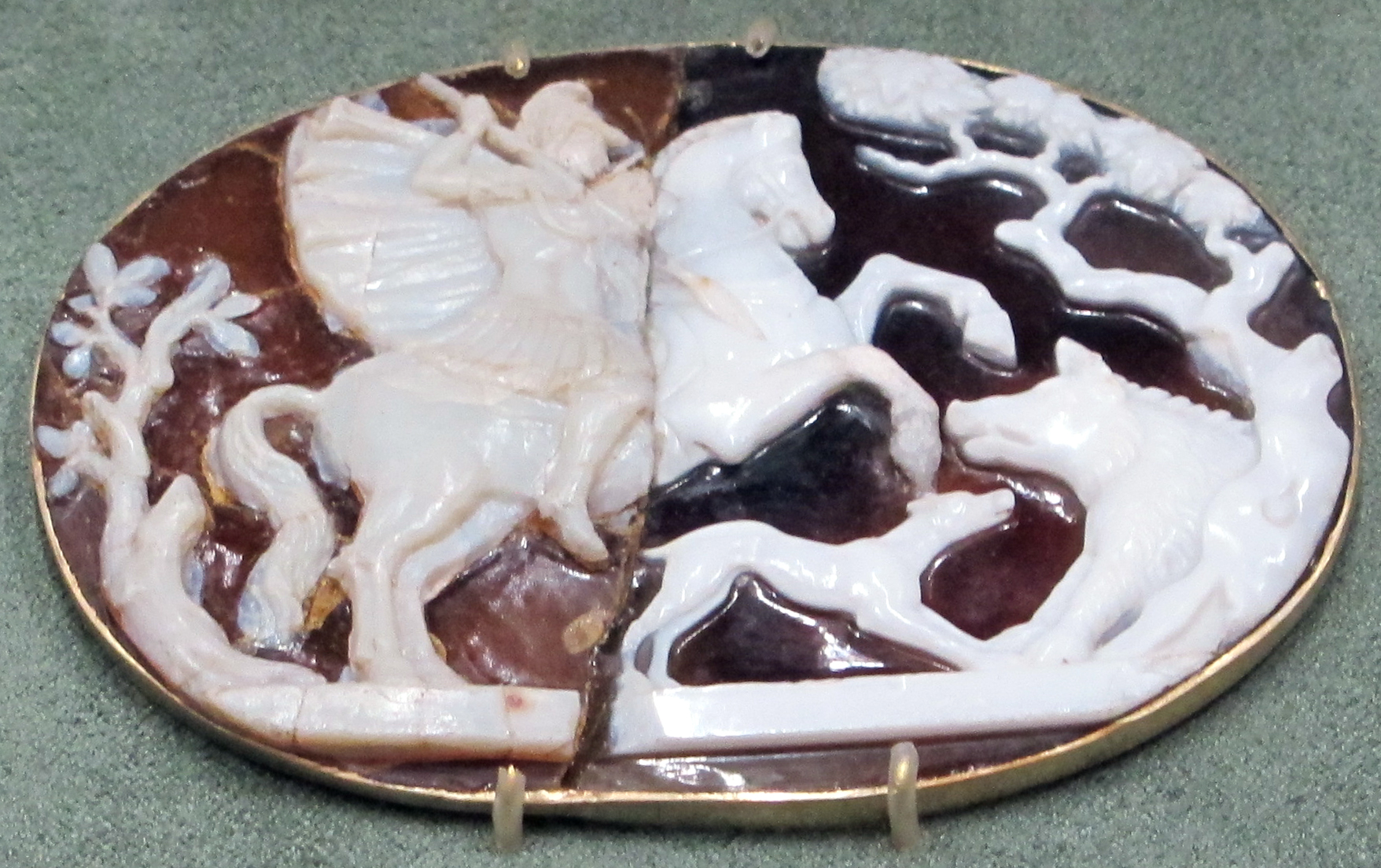
«Полювання на кабана», розколота антична камея з додатком Луїджі Валадьє